# Dieter Reick

Dieter Reick Anfang der 1960er Jahre

Dietrich Hermann Reick (* 16. Dezember 1928 in Essen; † 16. August 2012 in Deesem) war ein deutscher Maler, Grafiker, Filmer sowie Objekt- und Aktionskünstler.

## Lebensweg
Dieter Reick wuchs auf in Essen-Steele als dritter von fünf Söhnen des Architekten Rudolf Reick und der aus einer Kölner Kaufmannsfamilie stammenden Chemielaborantin Maria Leineweber. Von 1938 bis 1949 besuchte er das dortige Carl-Humann-Gymnasium. Während der Schulzeit verbrachte er anderthalb Jahre in der Kinderlandverschickung (1941 in Tschechien, 1943/1944 in Galtür/Vorarlberg). Ab Januar 1944 war Reick Luftwaffenhelfer, zunächst an mehreren Standorten im Ruhrgebiet, später an der niederländischen Grenze und ab September 1944 bis April 1945 in Stettin-Pölitz. Auf der Flucht vor dem russischen Vormarsch zurück in den Westen wurde er von amerikanischen Truppen bei Hagenow (Mecklenburg) gefangen genommen. Nach Übergabe an die britische Armee (Korpsgruppe Stockhausen) wurde er bis Juni 1945 in der Nähe von Eutin interniert.
Von 1948 bis 1951 und dann von 1952 bis 1956 studierte er Grafik und Malerei an der Folkwang-Werkkunstschule in Essen (heute Folkwang Universität der Künste). Während der Studienunterbrechung begann er eine Ausbildung zum Architekten, zunächst im Architekturbüro des Vaters, dann als Baupraktikant. 1955 heiratete er die Grafikerin und spätere Künstlerin Edith Reick, geborene Burkard. Die weitere berufliche Entwicklung erfolgte parallel als Künstler und als Grafiker. Nach Abschluss des Studiums arbeitete Reick als Werbegrafiker, zunächst in Essen und dann seit 1961 im Raum Köln. Seit Mitte der 1970er Jahre bis Ende der 1980er Jahre war er als Werbeleiter in verschiedenen Unternehmen tätig, zuletzt in der rheinischen Fliesenindustrie. Die letzten Jahrzehnte seines Lebens wohnte er in Brühl (Rheinland). Er starb im Elisabeth-Hospiz in Deesem.

## Künstlerische Entwicklung

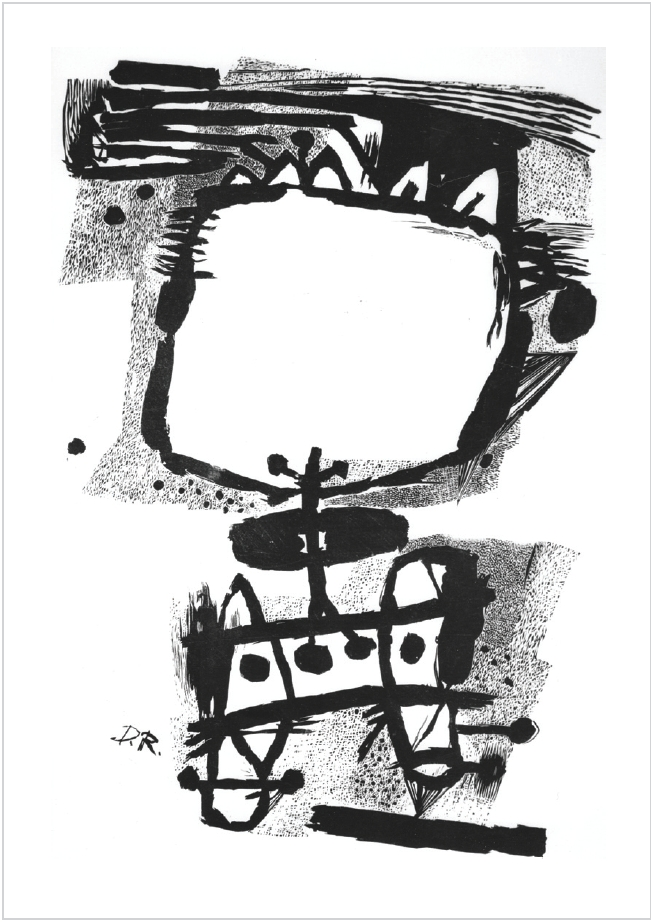
Dieter Reick: Ohne Titel (1958), Linolschnitt, 70 × 51 cm.

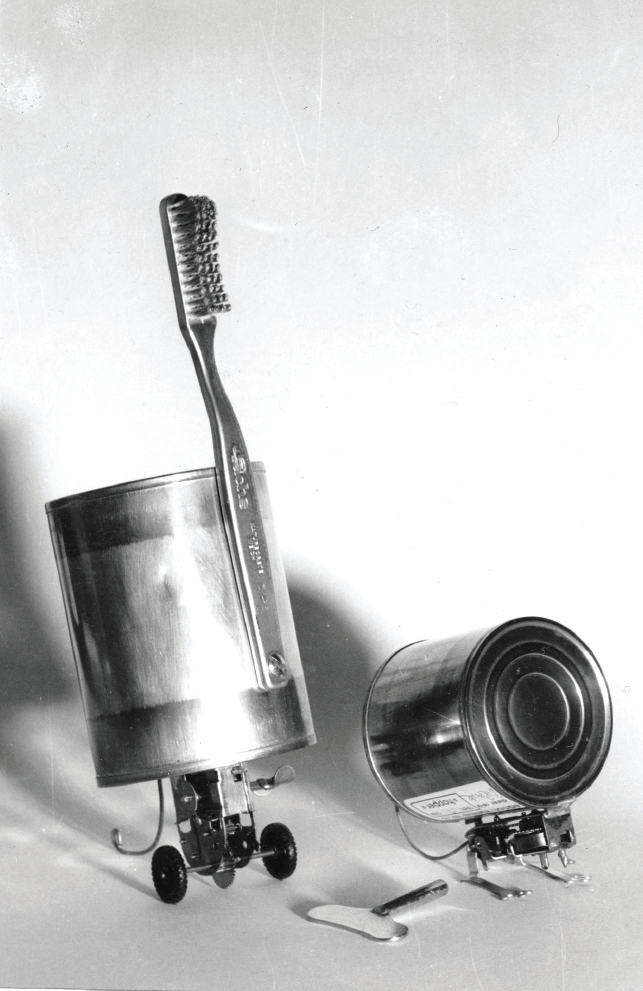
Dieter Reick: Fahrbare Zahnbürste (1968) und Hopper (1969), Multiples, Konservendosen mit Federmotor.

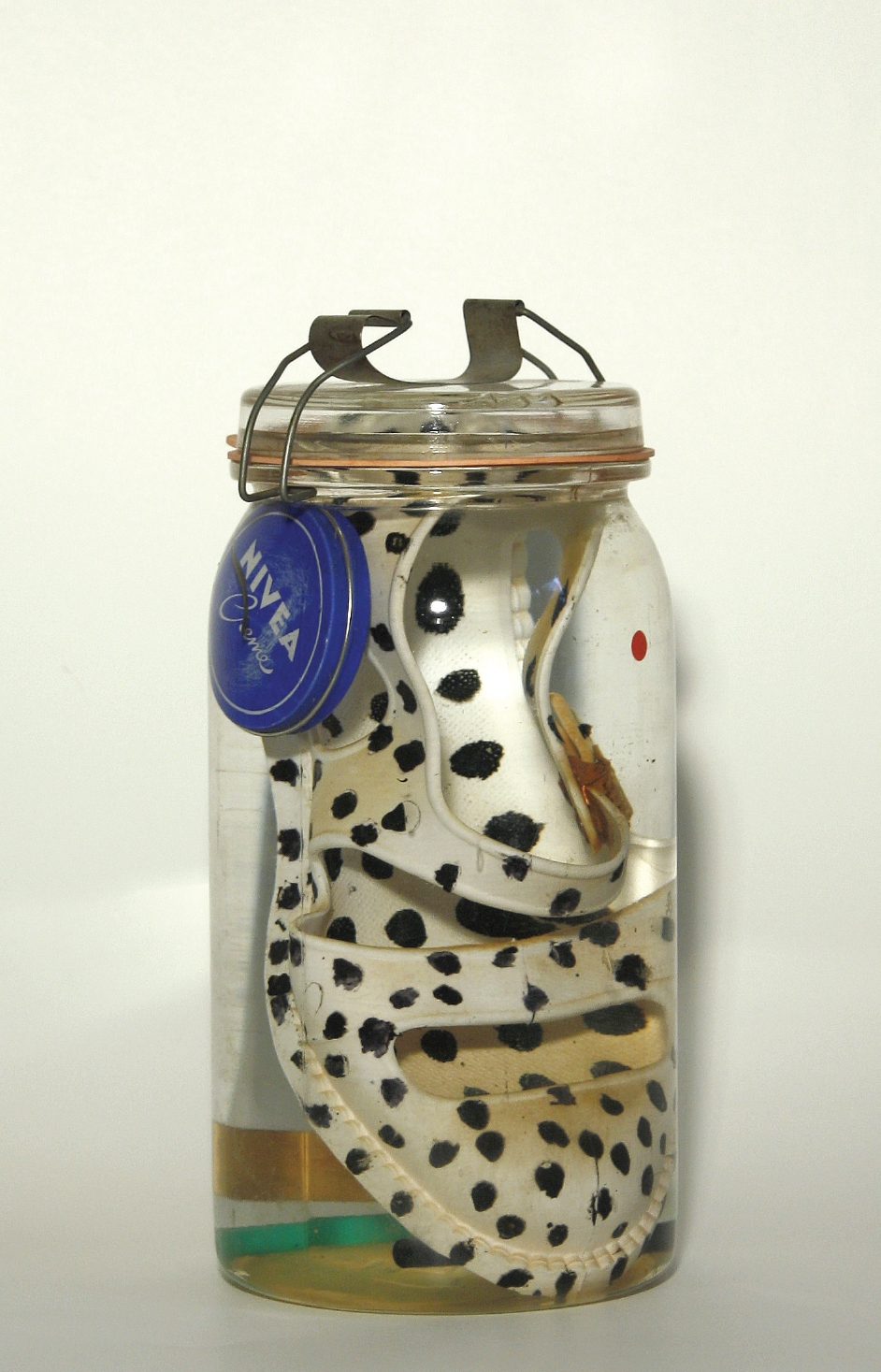
Dieter Reick: Badezeit (1968), Multiple, 24 × 11 × 11 cm, Einmachglas, bemalte Badesandale, Niveacremedose.

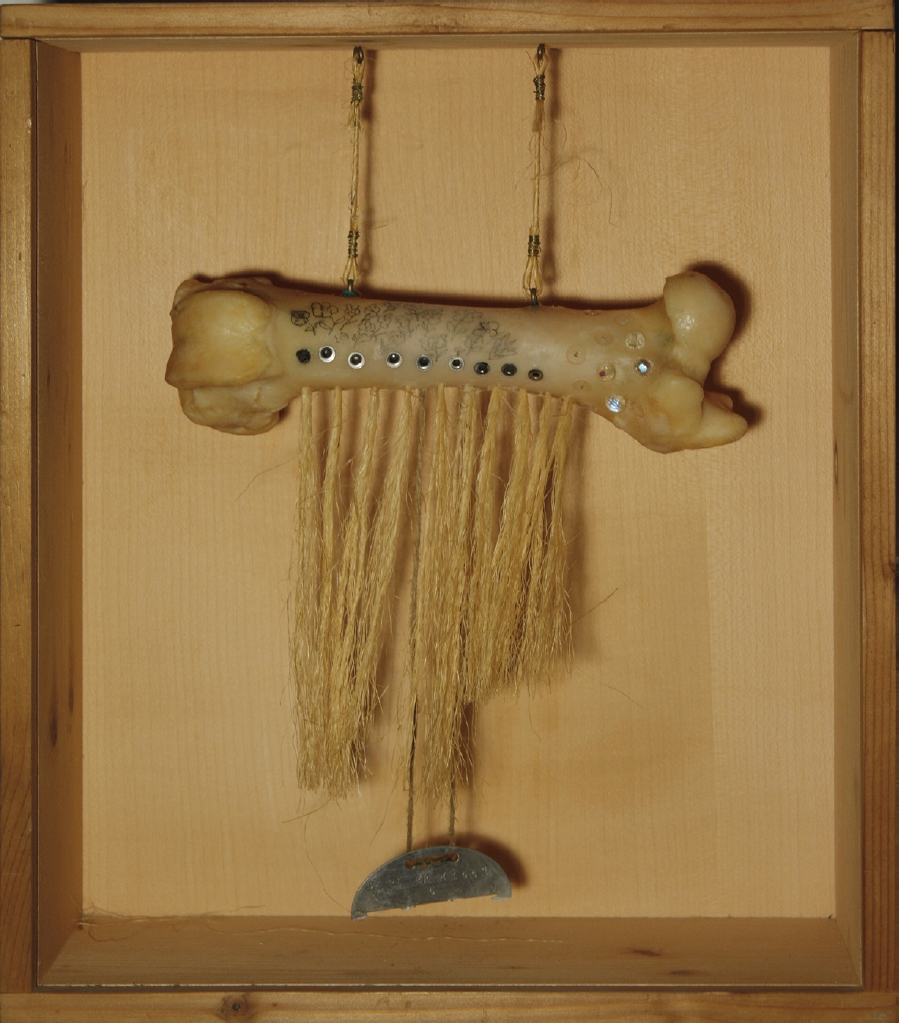
Dieter Reick: Ich hatt einen Kameraden (1972), Bildkasten 42 × 35 cm, Knochen, Hanf, Strass, Erkennungsmarke. Der Titel spielt an auf das gleichnamige Soldatenlied.

### Von der Jugend zur abstrakten Kunst
Das familiäre Umfeld mit Architekturbüro im eigenen Haus bot dem jungen Dieter Reick vielfach Anregungen zum eigenen Zeichnen und Malen. Als erstes größeres Bild ist ein farbiges Ölporträt seiner Großmutter erhalten, das er als etwa 16-Jähriger anfertigte. In den ersten Nachkriegsjahren verdiente sich Reick gelegentlich Zigaretten, indem er nach Vorlagen für einen Essener Kinobesitzer quadratmetergroße Kinoplakate malte. 1948 nahm er das Studium der Malerei, Glasmalerei und Grafik an der Folkwangschule in Essen auf, das er 1956 mit Auszeichnung abschloss. Dort war er insbesondere Schüler von Werner Graeff und Max Burchartz, deren an De Stijl und Bauhaus angelehnte Kunst- und Designauffassungen prägend waren. Bis in die 1960er Jahre entstanden in der Folge hauptsächlich gegenstandslose Bildkonstruktionen in Form von Malerei und farbiger Grafik mit inhaltlich enthaltsamen Titeln wie „Komposition“ oder „Ohne Titel“, die aber trotzdem häufig grafische Strukturelemente enthalten, in denen sich Lebewesen erahnen lassen.

### Aufbruch zu neuen Materialien und Kunstformen
Zum Zeitpunkt seines berufsbedingten Umzugs 1961 von Essen nach Köln befand sich die Stadt im Aufstieg zur führenden Kunstmetropole Deutschlands. Hier entdeckte er die Kölner Avantgardeszene und machte erstmals Bekanntschaft mit den damals progressivsten künstlerischen Tendenzen (Pop Art, Happening, Fluxus, Performance), die seine weitere künstlerische Entwicklung nachhaltig prägten.
Anstelle von Holz- und Linoldruck wurde nun der industriell anmutende Siebdruck eingesetzt und gleichzeitig von weitgehend gegenstandslosen Bildern zur Darstellung banaler Gegenständen des Alltags gewechselt (Parkuhren, Klingelschilder, Taschenlampen, Prilflaschen). Mitte der 1960er entstanden erste bildhafte Objekte auf der Basis industriell anmutender Materialien (Resopalplatten, Walzbleche, Sprühlacke, Maschendraht).
Dazu bemerkte Manfred Bourée 1968 anlässlich der Jahresausstellung des Ruhrländischen Künstlerbundes im Forum Bildender Künstler, Essen: „Kühl und hygienisch wirken die vier Objekte Dieter Reicks, aus Holz, Lack und Blech, ein modischer Beitrag zur neuen Dingerfahrung.“.
Dieser „neuen Dingerfahrung“ fügte Dieter Reick Ende der 1960er Jahre zahllose Objekte auf Basis von Konservendosen und Blechmülltonnen hinzu, mit denen er einerseits die „Schmuddelseite“ der industriell organisierten Konsumschlacht kritisch ins Blickfeld des Betrachters rückte, andererseits aber auch die massenhaften Ausschussprodukte unseres Alltags ästhetisch aufwertete. So etwa mit der „Hopper“ (1969) genannten Konservendose, die Reick mit einem aufziehbaren Hüpfmechanismus ausstattete. In dieser Zeit entstanden auch erste Assemblagen, Performances und Happenings, häufig ebenfalls unter Verwendung von Konservendosen, so z. B. 1968 bei der Aktion „Eichhörnchen“ in der er in der Kölner Messehalle den Mantel einer Besucherin mit Konservendosen bestückte.

### Von der Konsumkritik zur politischen Kunst
Parallel zu dem seit Mitte der 1960er Jahre überwiegend konsumkritischen Kunstschaffen entstanden in der Folge Werke mit deutlich politischer Stoßrichtung. Hinsichtlich der Inhalte lassen sich fünf Werkgruppen unterscheiden (s. u.). Die künstlerischen Mittel sind im Wesentlichen dieselben: Aktionen, Installationen und Environments.

#### Werke mit antimilitaristischer Stoßrichtung
Diese Werkgruppe tritt auf vor dem Hintergrund der amerikanischen Verbrechen in Vietnam, die in der zweiten Hälfte der 1960er Jahre insbesondere durch das Russell-Tribunal 1966 und den Bildbericht des Life Magazines Ende 1969 zu dem Massaker von My Lai ins Blickfeld der Öffentlichkeit gerieten. Hier spielen auch die eigenen Kriegserfahrungen als Flakhelfer im Zweiten Weltkrieg eine Rolle. Sehr konkret ist der persönliche Bezug in den Ende der 1960er Jahre entstandenen fahrbaren Konservendosen, die mit Orden seines Vaters aus dem Ersten und Zweiten Weltkrieg behängt sind.
Der unheiligen Glorifizierung Gefallener ist eine Serie bildgroßer Objektkästen gewidmet, in denen Reick Knochen reliquienartig zusammen mit Ordensbändern oder soldatischer Erkennungsmarken präsentiert. Die Heldenverehrung ist auch Thema des Environments „Grab des unbekannten Soldaten“ (1970), dessen Ausstellung während der Woche des Friedens im Gymnasium Hückelhoven (bei Erkelenz) in den Folgewochen für einigen Aufruhr in der Lokalpolitik sorgte, und zwar insbesondere durch einen Leserbrief des Landrats Rick, in dem er Reick vorwarf, mit seinen „halben Mülleimern, Altar und blechdrapiertem Kranz eine Verunglimpfung von Soldatengräbern“ zu beabsichtigen.
Weitere antimilitaristische Werke sind „162 Starfighter“ (1974) (entstanden aus Anlass des 162. Starfighterabsturzes), „Grab des unbekannten Soldaten“ (1970), „Bundeswehranzeige“ (1972), „Truppenverbandsplatz“ (1970) und die Aktion „Sandkastenspiel (Heldenstückchen)“ (1971), die er auch zu dem gleichnamigen Kurzfilm verarbeitete.

#### Werke mit Natur- und Umweltbezug
Die Kunst dieser Werkgruppe behandelt Themen der weltweiten Bedrohung unserer Lebensgrundlagen, ein Thema, das insbesondere durch die Studie „Die Grenzen des Wachstums“ des Club of Rome 1972 weltweite Aufmerksamkeit erregte. Die in der Studie projizierte Übernutzung unseres Planeten bis zum allseitigen Hunger hat Reick eindringlich in dem Objekt „Verfressen“ (1975) durch einen golfballgroßen Globus dargestellt, wie er auch auf dem Buchtitel der Studie zu finden war, der sich zum Verspeisen bereit zwischen Messer und Gabel, welche mit armlangen Griffen versehen sind, befindet. Ein weiteres Beispiel aus dieser Werkgruppe ist das Environment „Die Wüsten wachsen“ (1977), das plastisch die Vernichtung von Lebensräumen durch Rodung darstellt. Auch die Objektserie „Straßenleichen auf Asphalt“ (1977) kann zu dieser Werkgruppe gezählt werden; auf einem Asphaltuntergrund, der wie eine Leinwand in einem Bildrahmen untergebracht ist, sind überfahrene Tiere (Hasen, Igel) zu sehen, die Reick von der Straße aufgelesen hat. Im Laufe des Jahres 1976 nahm Reick an der von Ben Wagin organisierten Bustournee „Baumpate – grün ist Leben“ teil, die in mehreren deutschen Städten umweltorientierte Kunstaktionen durchführte. Reicks Beitrag war die Performance „Requiem für einen Baum“, in der er Bäume in Brand setzte und sich symbolisch mit verbrennen ließ.

#### Werke mit Bezug zur Situation der Kunst und der Künstler
Thema mehrerer Arbeiten waren die Produktions- und Vermarktungsbedingungen von Kunst. So zeigte Reick 1972 auf dem Kunstmarkt Göttingen das Objekt „Kunstfalle“: eine überdimensionale Mausefalle, in der er den Speck durch das Wort „Kunst“ ersetzt hatte und den gespannten Bügel mit dem Wort „Kunstmarkt“ kennzeichnete. Im selben Jahr entstand die Installation „Kunstmarktsperre“; hier versah Reick eine Zugangstreppe der Kunstmesse Duisburg dicht mit Fußangeln, die es zu passieren galt, um zur Kunst zu gelangen. Ein Bild der „existenziellen Situation der meisten Künstler in Deutschland“ lieferte Reick mit der Aktion „Zur Situation der Künstler in der Gesellschaft“ (1976), in der er sich als Seiltänzer zeigte.

#### Werke mit allgemein humanitärer Ausrichtung
Zu dieser Gruppe zählt insbesondere die Aktion „Menschenwürde“ (1975), in der Reick mit bloßen Füßen über etwa zehn Meter in einen aufgehäuften Streifen Sand das Wort „Menschenwürde“ formte, in die entstandenen Fußstapfen eine (angeblich) napalmartige brennbarer Flüssigkeit einfüllte und in Brand setzte. Ein Höhepunkt des Kunstschaffens dieser Zeit ist der Kurzfilm „Torture (im Zeichen des Friedens)“ (1974), den Reick gemeinsam mit dem Kameramann Klaus Koch (Klaus Bako) drehte. Dieser Film lief im Programm der 6. Oberhausener Kurzfilmtage und wurde auf den XVI. Filmfestspielen Bilbao mit einer Goldmedaille ausgezeichnet.

#### Werke mit Bezug zu aktuellen gesellschaftlichen Vorgängen
Ein frühes Kunstwerk dieser Werkgruppe ist die Aktion „Humanae Vitae“ von 1968, die sich auf die gleichnamige, im selben Jahr von Papst Paul VI. veröffentlichte sogenannte „Pillen-Enzyklika“ bezieht. Zu diesem Werkbereich gehört auch das Objekt „Abhörwand GG Art. 10“, mit dem er den Bundestagsbeschluss von 1968 zur Einschränkung des Briefgeheimnisses (Art. 10 Grundgesetz) kommentierte.

### Das Spätwerk
Nach den Kunstaktionen und Environments der 1970er Jahre wendete sich Reick seit Ende dieses Jahrzehnts wieder weniger spektakulären Kunstformen zu. Ein frühes Beispiel ist die Serie kolorierter Radierungen mit eigenen, teilweise zeitkritischen Gedichten. Weitere Gedichte, begleitet von Federzeichnungen, veröffentlichte er 1983 in dem Gedichtband „Eingefärbtes Gänseklein“ (Edition Zufall, Köln). Das seitdem entstandene sehr umfangreiche zeichnerische Werk zeigt gestalterisch eine deutliche Nähe zu seinen frühen gegenstandslosen Bildern. Allerdings tritt in diesen Bildern Abstraktion nicht mehr wie in den 1950ern programmatisch auf, sondern als virtuoses Gestaltungsmittel. Entsprechend finden sich neben Grafikserien, in denen vielfältig variiert immer wieder neue Form- und Gestaltungsideen erprobt werden, auch viele Zeichnungen mit grotesken menschlichen und tierischen Figuren.
Außerdem entstanden seit Anfang der 1980er in großem Umfang Goldschmiedearbeiten. Diese nicht selten aus unedlen Materialien hergestellten Schmuckobjekte (Ringe, Ketten, Armreifen, Ohrringe, Serviettenringe, Broschen) haben oft konstruktivistischen Charakter, andere erinnern aufgrund variabler mechanischer Elemente eher an kinetische Objekte. Auch hier finden sich wiederholt graphische Elemente, z. B. in Form von Gravuren oder, unter Anwendung der Niellotechnik, gelegentlich figürliche Formen. Einige der Schmuckobjekte sind als solche kaum erkennbar, etwa der Armreif von 1982, der aus vier Küchenmesserklingen besteht. Viele der Schmuckstücke entstanden zunächst als Pappmodelle. Diese Vorgehensweise verselbständigte sich in der mittlerweile hunderte Objekte umfassenden Serie von „Pappbroschen“, die Reick mit Aquarellfarben koloriert als „Einmalschmuck“ seiner Schmuckproduktion aus Metall als künstlerisch gleichwertig hinzufügt.
Neben diesen größeren Gruppen des Spätwerks entstanden viele weitere Kunstwerke, wie etwa Fotoübermalungen, Blechpanoramen, Selbstporträts oder Serien von Kleinobjekten aus farbiger Knetmasse, die sich nur ungenügend zu Werkgruppen fügen.

## Gesellschaftliches Engagement
Dieter Reick war langjähriges Mitglied des Bundesverband Bildender Künstlerinnen und Künstler (BBK). Er gehörte mehrere Jahre dem Vorstand des Ortsverbandes Köln an. In dieser Position war er wesentlich an der Gründung der Kölner Artothek (1973) beteiligt. Als Delegierter für den Bundesverband hat er sich für die Gründung der Verwertungsgesellschaft Bild-Kunst und die Einführung der Künstlersozialversicherung eingesetzt. Dieter Reick war 1972 Gründungsmitglied des Brühler Kunstvereins. Als ordentliches Mitglied des Deutschen Künstlerbundes nahm er zwischen 1974 und 1979 an den großen DKB-Jahresausstellungen teil.

## Aktionen und Environments (Auswahl)

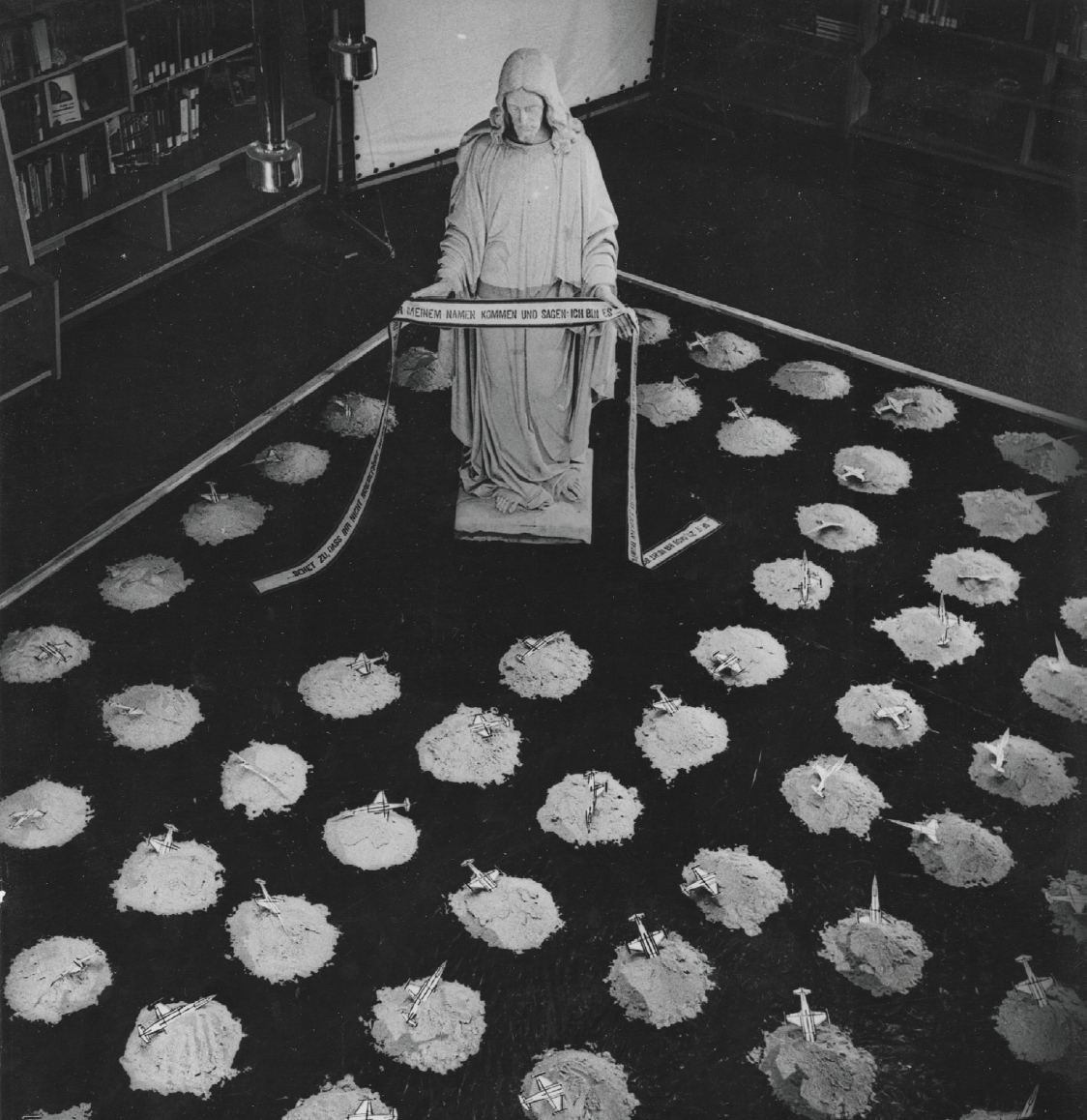
Dieter Reick 162 Starfighter (1974), Environment, artothek Köln

- Environment 162 Starfighter (1974): Das Environment besteht in erster Linie aus einem von Holzlatten begrenzten Feld, auf dem säuberlich in Reih und Glied kleine Sandhaufen liegen, in denen je ein Papierflugzeug steckt. Die Fläche wird von einer großen weißen Christusfigur beherrscht, die folgendes Spruchband trägt: „Sehet zu, daß Ihr nicht irregeführt werdet, denn viele werden unter meinem Namen kommen und sagen: ‚Ich bin es.‘“ Rings um das Feld sind abwechselnd rot und schwarz bedruckte, nummerierte Bögen aufgehängt, die neben einem Foto zweier Starfighter entweder den Gegenwert der abgestürzten Maschinen in Kindergärten, Farbkästen, Kugelschreibern oder Antibabypillen angeben, oder aber den Tod der Piloten bekunden, dessen Leben nicht in Materielles umzurechnen ist. Unter diesen Texten findet sich ein Emblem der Bundeswehr und der propagandistisch klingende Satz: „Wir produzieren Sicherheit“ (leicht gekürzter Text von Monika Jühlen aus der Kölnischen Rundschau vom 10. April 1974 anlässlich der Ausstellung Dieter Reick in der Artothek Köln).

- Aktion Requiem für einen Baum (1976): „An einem Freitag Vormittag im Juni 1976 konnten Passanten am Friedrichsplatz in Kassel einen am Boden liegenden brennenden Menschen sehen. Es war Dieter Reick, der sich vorsorglich zwar in feuerfestem Asbest verpackt, in gefährliche Nähe der physikalischen Vernichtung brachte, um so den Zusammenhang zwischen menschlicher Existenz und Natur, der Vegetation zu demonstrieren. Neben ihm lag eine gefällte Birke und aus dem Transistorradio erklang das Lied 'In dieser großen fremden Stadt, in diesem Meer von Stein, da grüßt dich kaum ein Blütenblatt mit süß vertrautem Schein' (gesungen von Willi Schneider).“ (Text von Oskar Blase[8])

- Environment Die Wüsten wachsen (1977): Das Environment zeigt auf einem eingezäunten Sandfeld ein Dutzend Baumstümpfe, auf denen von Äxten geköpfte Elstern, Tauben, Eichelhäher und Pirole liegen. Dazu läuft ein Tonband mit dem Text 'Ein Planet wird geplündert'. (Nach Christa Spatz[9])

- Environment Verhörkabine (1978): „Ein verschlossener, innen schwarz verkleideter Holzraum, der nur gebückt betreten werden kann. Wer ihn betritt sieht sich gleißendem Licht ausgesetzt und in einer Art und Weise befragt, wie sie aus den Verhören der Berufsverbotsopfer bekannt sind. Etwa: 'Wohnen Sie in einer Wohngemeinschaft?'; 'haben Sie oft Besuch?'. Der inquisitorische und die Menschenwürde verletzende Charakter der sogenannten Anhörungsgespräche: In diesem Objekt findet er einen sinnfälligen Ausdruck.“ (Text Sigurd Asper[10] (Auszug)). – Verhörkabine wurde erstmals gezeigt im Baak'schen Kunstraum Köln, Anfang 1978 in der Ausstellung Rechte Saat (gemeinsam mit Jens Hagen).

- Aktion vinventne sequentes? (1982): „In einem mit Reis, dem Grundnahrungsmittel der meisten Menschen dieser Erde, markierten Kreis hingen an einem Rohrgerüst drei weiße tote Tauben, deren 'Blut' durch die Schnäbel auf eine weiße Stoffunterlage tropfte. Während der Aktionist nun geschälte Kartoffeln auf die sich mit Blutfarbe vollsaugenden Unterlagen legte, dokumentierte eine Toncollage die 272(!) bewaffneten Konflikte, die seit dem Zweiten Weltkrieg über die Menschen und Völker hereinbrachen. Aus einer von Reick in Brand gesetzten Spur – symbolisch als Äquator unseres feuergefährlichen Erdballs zu verstehen – stiegen schließlich dunkle Rauchschwaden auf und ihr beißender Qualm verbreitete sich über jenes inszenierte Miniatur-Inferno, dessen unbeteiligte und scheinbar unbetroffene Zeugen wir bei jedem Einschalten der 'Tagesschau' werden können.“ (Text: Norbert Ulrich[11], (Auszug)).

## Filmschaffen

### Sandkastenspiel (Heldenstückchen)
1971, 16 mm, Farbe, 6 Minuten, Kamera: Klaus Koch (alias Klaus Bako)
Der Film ist die Dokumentation einer Antikriegsaktion, die Dieter Reick im September 1971 (dem Tag der Befreiung Belgiens im Jahr 1944 durch alliierte Truppen), in der Yellow Now Gallery in Lüttich durchgeführt hat. Die Situation des Krieges wird symbolisch dargestellt durch Spielzeugsoldaten, die zunächst in Schlachtfeldformation auf einer mit Sand bedeckten Tragbahre angeordnet sind. Hände zerkleinern gewaltsam ein (Ochsen-)Herz in kleine Stücke rohen Fleisches, die dann sorgsam mit Verbandsmull umwickelt werden. Die Spielzeugsoldaten werden sukzessive durch diese umwickelten Fleischklumpen ersetzt. Unabhängig vom szenischen Ablauf werden im Hintergrund monoton Geburts- und Heiratsannoncen verlesen.

### Torture (im Zeichen des Friedens)
1973, 16 mm, Farbe, 7 Minuten, Kamera: Klaus Koch (alias Klaus Bako)
Eine weiße Taube wird erschossen, an den Beinen aufgehängt, an den Füßen gesengt und in einem Schraubstock gepresst. Der Schnabel wird mit einer Zange gequetscht. Durch ein Gewicht beschwert trennen sich die Gedärme vom Leib. Blut tropft. Während des gesamten Films werden im Hintergrund monoton Berichte von Gefolterten verlesen, die zwischen den einzelnen Szenen auch als Text eingeblendet werden.
Der Film lief im Programm der 6. Oberhausener Kurzfilmtage 1974. Er erhielt bei den XVI. Filmfestspielen Bilbao eine Goldmedaille („Spezieller Preis der Jury“) und im selben Jahr in London die Kritiker-Belobigung „the most outstanding film“. Teilweise Wiederaufführung 4./5. April 2002 innerhalb des Theaterstücks FSK 18: Moral von Götz Leineweber in Regie des Autors.

## Bücher und Mappen
- Mappe XVII der Edition Zufall: Dieter Reick – Robert Rehfeld – Herbert Wimmer, signiert, Auflage: 40, Hrsg. von Horst Hahn, Köln.
- Dieter Reick, Eingefärbtes Gänseklein, Edition Zufall, Köln, 1983, mit einem Nachwort von Astrid Wick-Kmoch.
- Dieter Reick, „Träume“, Selbstverlag, Brühl, 1999.

## Künstlerische Buchbeiträge
- Konzepte einer Neuen Kunst, herausgegeben von Michael Badura, Udo Berger und Reinhard Rock (Verlag Udo Breger, Göttingen, 1970).
- Walter Aue, P.C.A. – Projekte, Concepte & Actionen, (DuMont Schauberg, Köln, 1971).
- Omnibus 79/80, herausgegeben von Peter Schwenk und Susanne Schwenk, (Maitenbeth, 1980).

## Stimmen zum Schaffen von Dieter Reick
Anlässlich einer Ausstellung im Kunstkabinett Schwandorf (Oberpfalz) ist im Dezember 1969 in der Schwandorfer Zeitung zu lesen: „Dieter Reicks Konservenkunst lässt Tränen lachen: Fahrbare Zahnbürsten, uns ständig der Karies-Gefahr gemahnend, sind schließlich nicht alltäglich; auch muss die Idee, Froschschenkel in hüpfenden Dosen zu konservieren, als absolut neu bezeichnet werden“.
Im Zusammenhang mit der Aktion „Requiem für einen Baum“ schreibt Oskar Blase: „Dieter Reicks Beitrag war auch insofern typisch für seine Kunst, als man hier deutlich die einfachen ('volkstümlichen') Mittel seiner Arbeit erkennen konnte, die ganz unprätentiös kombiniert werden: Die komödiantische Attraktion, die Katastrophe, die menschliche Tragödie des Verbrennens, des Todes, die Natur, das Volkslied als Heimatschnulze aus der elektronischen Konserve. Fast schon zu literarisch, zu vordergründig beschreibend, um künstlerisch angenommen oder anders: künstlerisch 'abgehoben' zu werden.“.
Anlässlich der Ausstellung Dieter Reick im Kasseler Kunstverein (14. April – 12. Mai 1978) berichtete die Hannover'sche Allgemeine vom 29. April 1978 über die Eröffnungsrede von Professor Karl Oskar Blase: „Blase wies darauf hin, dass Reick sich weder parteiisch noch satirisch mit der Wirklichkeit auseinandersetze, sondern grundsätzlich“.
In ihrer Besprechung derselben Ausstellung schreibt Renate Müller (Tageszeitung unbekannt): „Neben Schilderungen von Zuständen des Erleidens – ohne allzu provokativen Anspruch – am Beispiel absichtslos vernichteter Tiere etwa, wendet sich Reick gegen den Militarismus, Beile mit Stacheldraht, unentrinnbar mit Stacheldraht umwickelte Soldaten, mit Knochen geschmückte Verdienstkreuze symbolisieren das Schreckliche des Krieges genauso wie Reicks Film 'Sandkastenspiele'. … Gleichermaßen kritisch betrachtet Reick die Auswüchse unserer Konsumgesellschaft. Konservenbüchsen, Happenings mit Mülltonnen sind schon seit Jahren Gegenstand seiner konsumkritischen Aktionen.“
Ebenfalls zu dieser Ausstellung bemerkt Edmund Labusch in „Neues Rheinland“: „Schwerlich nur eignen sich Reicks bildnerische Präparate … für schocktherapeutische Zwecke. Zu provozieren vermögen sie schon gar nicht. Dafür hat Reick viel zu umsichtig ihre Direktheit annulliert oder mit attraktiver Griffigkeit bemäntelt. Verglichen mit den hintergründigen kessen Nadelstichen der Dadaisten oder den aggressiven Mäkeleien der Fluxus-Leute gibt sich Reick mehr als zahm.“
Anlässlich der Ausstellung Rechte Saat im Baak'schen Kunstraum (gemeinsam mit dem Dichter Jens Hagen) kommentiert Hanno Reuther in der Frankfurter Rundschau vom 15. Februar 1978 unter der Überschrift Voll drauf, auch daneben – Kritisch gemeintes von Dieter Reick und Jens Hagen im Baak'schen Kunstraum Köln: „Wenn Reick einen Spielzeuglandser in eine Knetmasse drückt, die (ein) Eisernes Kreuz andeutet, dann endet er vollends im antimilitaristischen Nippes.“
Aus Rainer Wick, Notizen zu Dieter Reicks 'sozialen Ästhetik'  (um 1983):
„Dieter Reick ist ein politischer Künstler. Mit seiner Kunst und durch seine Kunst sucht er kunstimmanente Grenzlinien zu überqueren und verändernd auf außerkünstlerische Bereiche Einfluß zu nehmen, auf Bewußtsein, Verhalten, Gesellschaft. Seine Kunst, Negation des Negativen, verweist zugleich auf die Möglichkeit einer positiven Gegenwelt, eröffnet die Perspektive auf eine konkrete Utopie.“

## Fernsehberichte
- 5. August 1969, WDR 3, 19:30 Uhr in „Hierzulande – Heutzutage“, Bericht über die „Eröffnung des zweiten Weltmuseums für Polymorphismus – Happening in einer stillgelegten Braunkohlengrube“
- 16. Februar 1971, WDR 3, 19:30 Uhr in „Hierzulande – Heutzutage“, Feature „Dieter Reick – Objektemacher“